# Miklós Wesselényi
Il barone Miklós Wesselényi de Hadad (Zsibó, 30 dicembre 1796 – Pest, 21 aprile 1850) è stato un politico ungherese.
Figlio di Nicola il vecchio (Zsibó, 1750 – Zsibó, 1809; attivo promotore dei diritti della Transilvania; accusato di giacobinismo; promotore delle arti teatrali e delle scuole ungheresi), fu educato protestante, nonostante la madre Ilona Cserei fosse cattolica (le autorità statali cercarono più volte, ma senza successo, di intervenire per educarlo come cattolico).
Grande promotore del rinnovamento politico e sociale dell'Europa danubiana del XIX secolo, in gioventù fu grande amico di István Széchenyi, il "Cavour ungherese". Si batté per l'uguaglianza dei cittadini di fronte alla legge, l'estensione della proprietà contadina e contro la servitù.
Abile amministratore dei suoi possedimenti terrieri, tipico personaggio romantico: grande pensatore e oratore, abile cacciatore, spadaccino, nuotatore.
Come nuotatore vinse molte gare di abilità sulle acque del Danubio e del Balaton (lago che visitava regolarmente soprattutto negli anni trenta del XIX secolo) e divenne un vero e proprio eroe con i suoi coraggiosi salvataggi durante la terribile alluvione del 1838 che colpì molti quartieri popolari di Buda-Pest).
Per la sua attività politica riformista dal 1835 fu processato più volte dalle autorità asburgiche, sia in Transilvania che in Ungheria (dove lo condannarono a 3 anni di prigione, ridotti nel 1841 per motivi di salute).
Nel 1844 divenne cieco e si trasferì a Gräfenberg, ritirandosi sempre più a vita privata.
Tornò a casa nel 1843 e fino al 1848 fu vice ispán della contea di Kolozsvár. Partecipò alla vita politica dell´Ungheria repubblicana (dieta di Transilvania). Nel settembre 1848 abbandonò l'Ungheria per tornare a Gräfenberg, avendo perso la speranza in un successo della Repubblica. Morì mentre tornava a casa.
Famoso il suo discorso pronunciato nel 1848 alla dieta transilvana in cui, ormai cieco, auspicava una maggior collaborazione tra Ungheresi e Rumeni, pena un futuro infelice per entrambi i popoli e tutta l'Europa:

## Opere
- Balítéletek [Pregiudizi], 1833

## Monumenti dedicati a Miklós Wesselényi
- Zilah, Transilvania: scultura in bronzo opera di János Fodrusz